# 伊妮德·布萊頓
伊妮德·瑪麗·布萊頓（Enid Mary Blyton，1897年8月11日—1968年11月28日），筆名是瑪麗·波洛克（Mary Pollock），她是英國1940年代的著名兒童文學家，她所著的《刁蠻女》系列（The Naughtiest Girl；中譯本由基督教文藝出版社出版）及《诺弟》系列（Noddy），在世界都很受歡迎，亦曾成為各地的課室指定讀物。
諾弟系列透過一位叫「諾弟」的虛構人物，為兒童介紹世界各國的新奇事物。
布萊頓的作品以奇幻冒險類型為主，知名的還包括《五小冒險系列》（The Famous Five，僅部份有中譯本，由水牛出版社出版），與尚未授權中文版的《Five Find─Outers》系列、《The Secret Seven》系列、《Malory Towers》系列等等。

## 外部連結
- The Enid Blyton Society （页面存档备份，存于）
- EnidBlyton.net（页面存档备份，存于）
- Heather's Blyton Pages
- Enid Blyton Collectors' and Enthusiasts' Guide to First Editions （页面存档备份，存于）